# Добромир (управител на Бер)
Добромир е български велможа, роднина на цар Самуил, женен за негова племенница - т.е. за дъщеря на някой от братята му Давид или Мойсей или на неизвестна сестра на комитопулите. Като близък до царя е назначен е за управител, вероятно комит на превзетия през 989 година град Бер. Под негово подчинение са поставени войводите на крепостите Колидрон и Сервия - Димитър Тихон и Никулица. През 1001 година предава града на византийския император Василий II Българоубиец. За награда императорът го удостоява с високата титла антипат.
Повече сигурни известия за Добромир в средновековните летописи няма. Има хипотеза, че е идентичен с Дамян Добромир, назначен за управител на завладения от византийците Велики Преслав, но ред авторитетни медиевисти я отхвърлят.